# Les Moitiers-d'Allonne
Les Moitiers-d'Allonne é uma comuna francesa na região administrativa da Normandia, no departamento Mancha. Estende-se por uma área de 17,06 km². Em 2010 a comuna tinha 719 habitantes (densidade: 42,1 hab./km²).